# Funnings kommuna
Funnings kommuna var en kommune på Færøerne som omfattede bygden Funningur på Eysturoy. Den blev oprettet i 1906, og Gjáar kommuna blev udskilt fra den i 1948. Den omfattede et areal på 18 km². Den blev indlemmet i Runavíkar kommuna den 1. januar 2009. Funnings kommuna havde ved indlemmelsen 72 indbyggere.

## Politik
Funnings kommuna blev indlemmet i Runavíkar kommuna den 1. januar 2009, efter at et stort flertal af borgerne gav deres tilslutning i en rådgivende folkeafstemning den 14. november 2006. Forud for indlemmelsen rettede Funnings kommuna sig mod nabokommunen for et mellemkommunalt samarbejde med sigte på en fremtidig indlemmelse, stik i strid med indenrigsminister Jacob Vestergaard og regjeringens ønske om et samarbejde og en indlemmelse i Sunda kommuna.